# ولدن، لیمبورگ
ولدن، لیمبورگ (به هلندی: Velden, Limburg) یک منطقهٔ مسکونی در هلند است که در فنلو واقع شده‌است.

## خصوصیات
ولدن ۵٬۱۹۰ نفر جمعیت دارد.